# Buphagidae
Buphagidae là một họ chim trong bộ Passeriformes.
Tên gọi trong tiếng Anh của các loài trong họ này là oxpecker (nghĩa đen là chim đậu lưng bò) hay tickbird (nghĩa đen là chim [bắt] ve bét). Chim bắt bét bò là đặc hữu khu vực savan ở châu Phi hạ Sahara. Cả tên tiếng Anh lẫn tên khoa học của chúng đều bắt nguồn từ tập tính đậu trên lưng các loài thú lớn (cả hoang dã lẫn thuần hóa) như trâu, bò, ngựa vằn, linh dương Impala, hà mã, tê giác, và ăn ve bét, côn trùng nhỏ, ấu trùng ruồi trâu (Oestridae) cũng như các sinh vật ký sinh khác.

## Phân loại
Một số nhà điểu học coi chim bắt bét bò là một phân họ, gọi là Buphaginae trong phạm vi họ Sáo (Sturnidae), nhưng dường như chúng là nhóm chim hoàn toàn khác biệt.
Họ này có 1 chi duy nhất còn loài sinh tồn, bao gồm 2 loài:
- Buphagus africanus - Chim bắt bét bò mỏ vàng. Phân bố: châu Phi hạ Sahara.
- Buphagus erythrorhynchus - Chim bắt bét bò mỏ đỏ. Phân bố: Chủ yếu Đông Phi.

## Phát sinh chủng loài
Theo nghiên cứu phát sinh chủng loài gần đây về Muscicapoidea thì chim bắt bét bò là một dòng dõi cổ xưa có quan hệ gần với họ Mimidae (chim nhại và họa mi đỏ châu Mỹ) cùng chim sáo (họ Sturnidae), nhưng không gần với họ này hơn họ kia. Xem xét tới địa sinh học đã biết của các nhóm chim này, thì diễn giải đáng tin cậy nhất dường như là dòng dõi chim bắt bét bò bắt nguồn từ Đông hay Đông Nam Á như hai họ kia. Điều này làm cho hai loài Buphagus giống như là các hóa thạch sống, và chứng minh rằng những tàn dư như vậy của tiến hóa quá khứ có thể có được những sự thích nghi đặc trưng giải phẫu phái sinh khác biệt đặc sắc và duy nhất.

## Phân bố và môi trường sống
Các loài trong họ chim này là đặc hữu châu Phi hạ Sahara, với môi trường sống chủ yếu là các khu vực thưa cây cối. Chúng không có trong khu vực sa mạc khô cằn cũng như trong các rừng mưa. Sự phân bố của chúng bị hạn chế bởi sự có mặt của con mồi ưa thích của chúng là các loài ve bét, và các động vật là vật chủ của các loài ve bét này. Hai loài trong họ là cùng vùng phân bố trong phần lớn khu vực Đông Phi và thậm chí có thể xuất hiện trên cùng một loài động vật chủ. Bản chất mối quan hệ tương tác giữa hai loài này là chưa biết rõ.

## Tập tính
Các loài chim bắt bét bò này thường sống thành đàn.

### Thức ăn

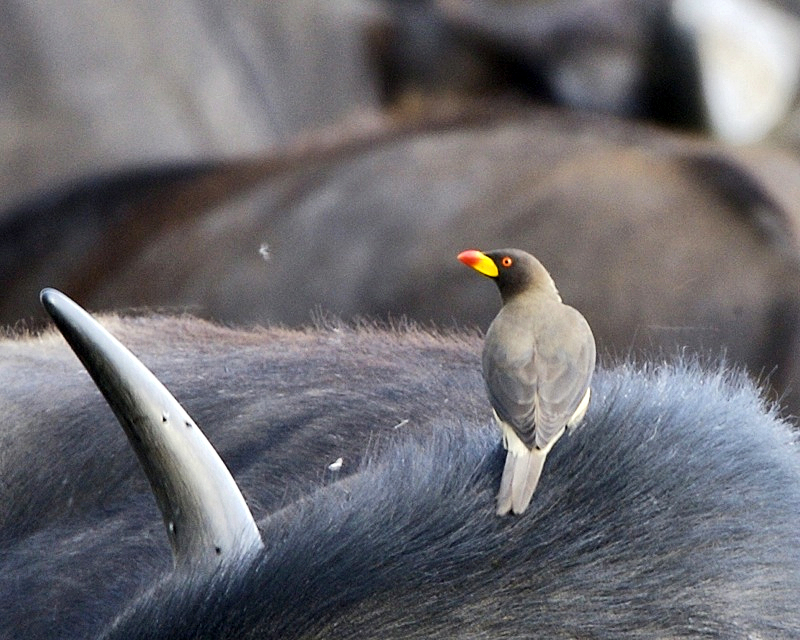
Buphagus africanus trên lưng một con linh dương bò (Connochaetes).

Chim bắt bét bò kiếm ăn chủ yếu trên lưng các loài thú lớn, chủ yếu là động vật móng guốc. Dường như chúng ưa thích một số loài, trong khi lại tránh những loài khác, chẳng hạn như các loài linh dương Alcelaphus lichtensteinii hay Damaliscus korrigum cũng như các loài linh dương nhỏ như Kobus leche, linh dương hoẵng (Cephalophinae) và linh dương lau sậy (Redunca); loài nhỏ nhất mà chúng thường xuyên đậu trên lưng là linh dương Impala (Aepyceros melampus), có thể là do mật độ ve bét cao cũng như bản chất xã hội của loài này. Tại nhiều nơi trong khu vực sinh sống của chúng, chúng cũng kiếm ăn trên lưng các loài trâu bò, nhưng không thấy trên lưng lạc đà. Chúng tìm kiếm các loài động vật ký sinh ngoài, cụ thể là ve bét, cũng như các loài côn trùng gây ra những vết thương cũng như máu, thịt từ một số vết thương. Đôi khi chúng được phân loại như là động vật ký sinh, do thực tế chúng làm loang rộng vết thương trên lưng các loài thú.
Mối tương tác giữa chim bắt bét bò với thú là chủ đề của một số tranh luận và nghiên cứu đang diễn ra. Ban đầu người ta coi đây là mối quan hệ cộng sinh, nhưng chứng cứ gần đây cho thấy chim bắt bét bò có thể là động vật ký sinh. Chim bắt bét bò quả là có ăn ve bét, nhưng thường thì ve bét đã kiếm ăn trên các động vật chủ và người ta không thấy mối tương quan có tầm quan trọng thống kê đáng kể nào giữa sự có mặt của chim bắt bét bò với mật độ động vật ký sinh ngoài suy giảm. Người ta đã quan sát thấy chim bắt bét bò tạo ra các vết thương mới và làm rộng các vết thương cũ nhằm hút máu các con vật mà chúng cưỡi trên lưng. Chim bắt bét bò cũng ăn ráy tai và gàu trên da đầu của động vật chủ; và những lợi ích có thể đối với động vật chủ từ tập tính này thì vẫn chưa rõ nhưng người ta nghi ngờ rằng điều này có thể cũng chỉ là một tập tính ký sinh. Một số động vật chủ tỏ ra khó chịu trước sự hiện diện của chim bắt bét bò. Voi và một số loài linh dương sẽ tích cực tìm cách xua đuổi chim bắt bét bò một khi chúng sà xuống. Một số loài khác chịu đựng chim bắt bét bò khi chúng tìm ve bét trên mặt, điều mà một tác giả đã phát biểu rằng "dường như... là một quá trình khó chịu và có tính xâm lấn.

### Sinh sản
Mùa sinh sản của chim bắt bét bò, được thấy ở ít nhất là một khu vực, có liên quan tới mùa mưa, mùa có ảnh hưởng tới hoạt động của các động vật chủ cũng như mật độ ve bét trên vật chủ. Cả việc ve vãn lẫn giao phối đều diễn ra trên vật chủ. Chúng làm tổ trong các hốc, thường là trên cây nhưng đôi khi cũng trong các kiểu hang hốc khác, kể cả các lỗ trên tường. Tổ được lót cỏ và thường có lông mà chúng nhổ từ vật chủ và thậm chí là từ gia súc như cừu, nhưng không thường xuyên. Mỗi ổ thường có 2 tới 3 trứng, nhưng chim bắt bét bò mỏ đỏ có thể đẻ tới 5 trứng.

## Hình ảnh

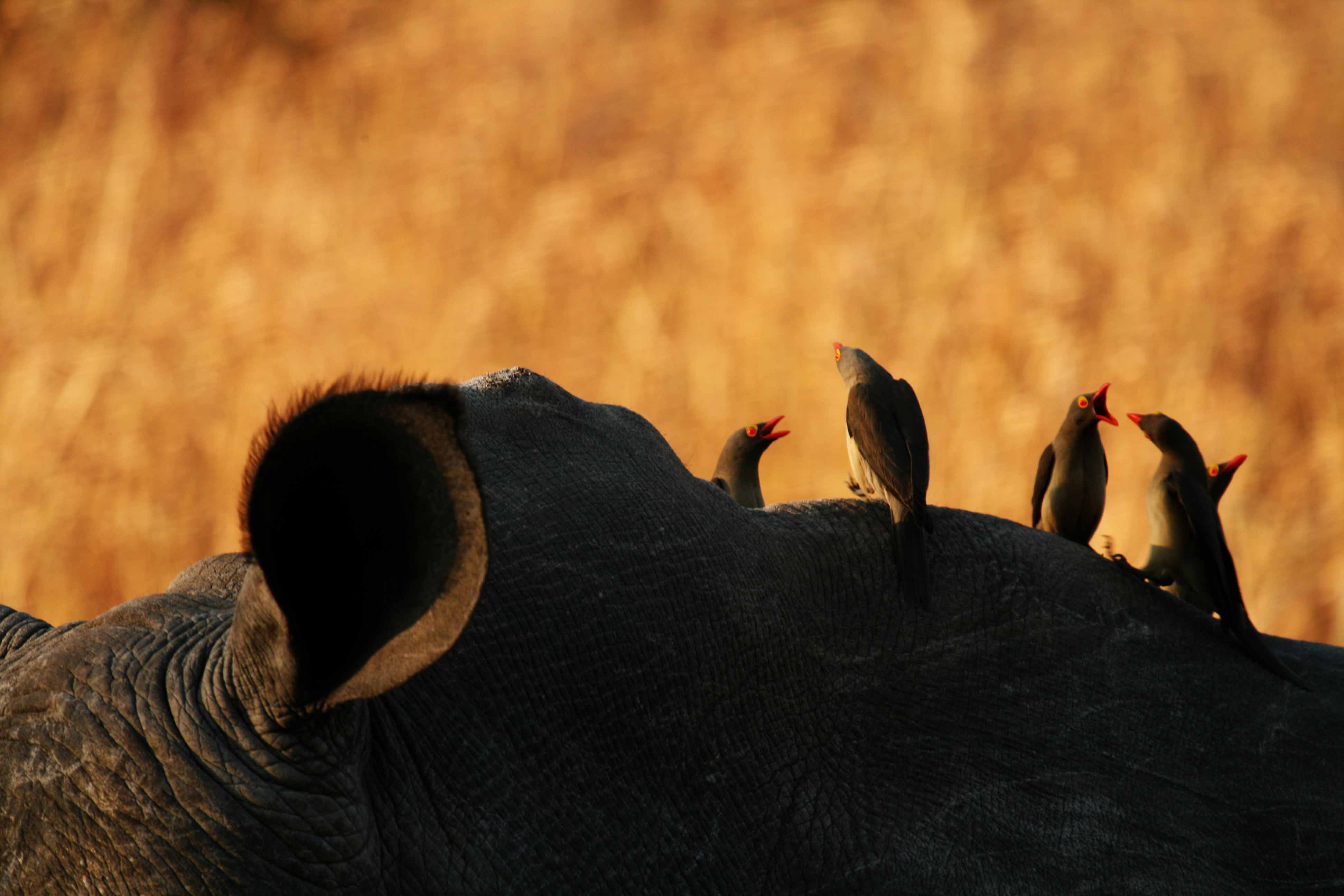
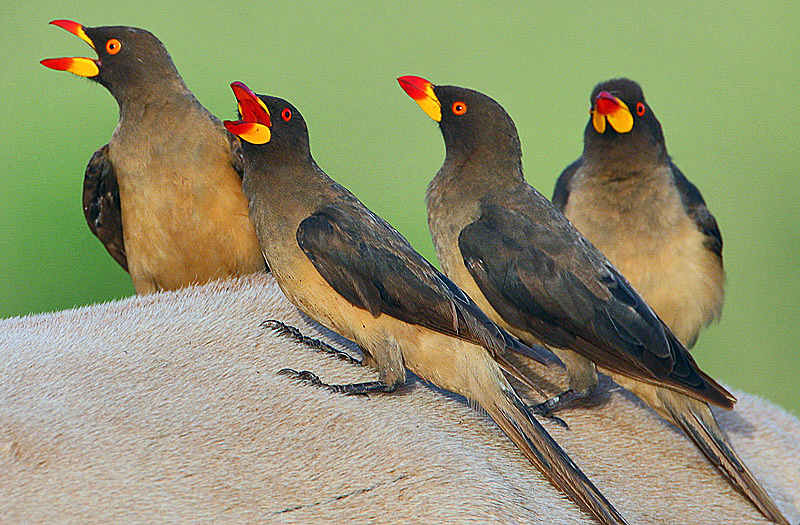
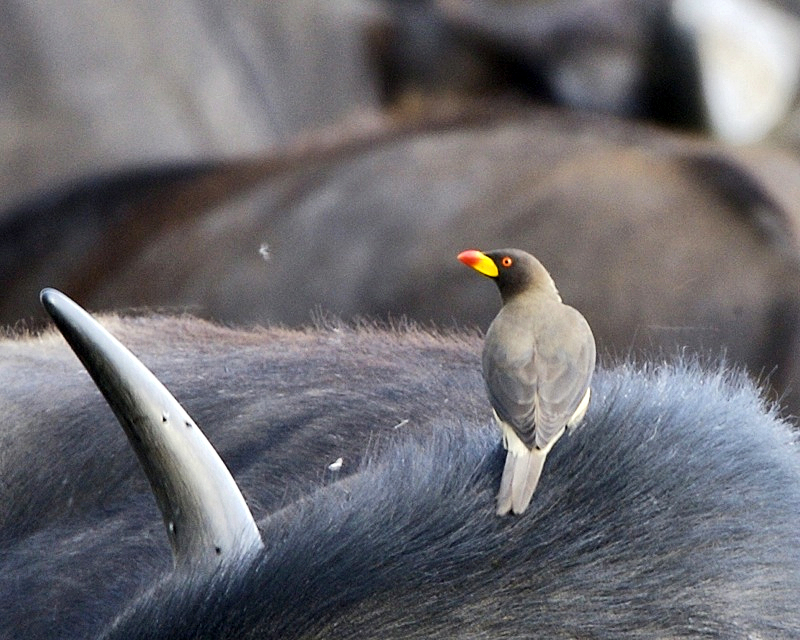
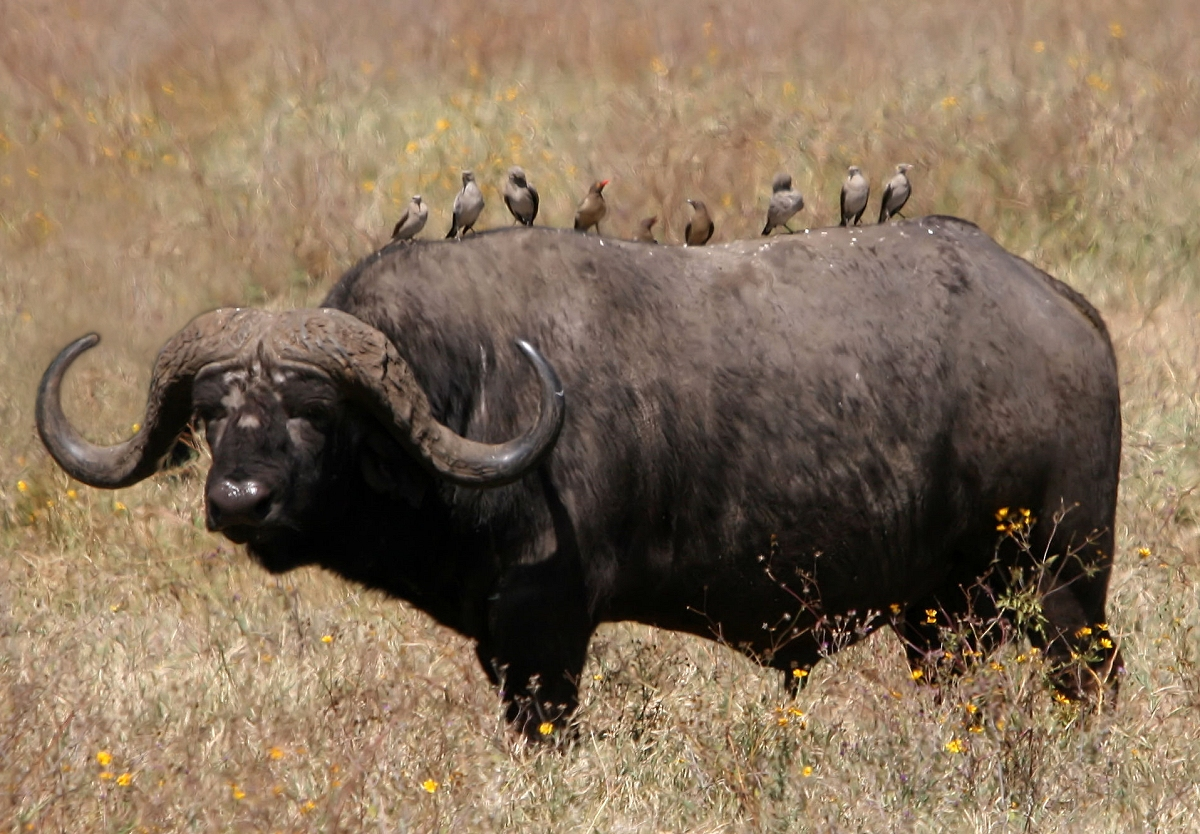
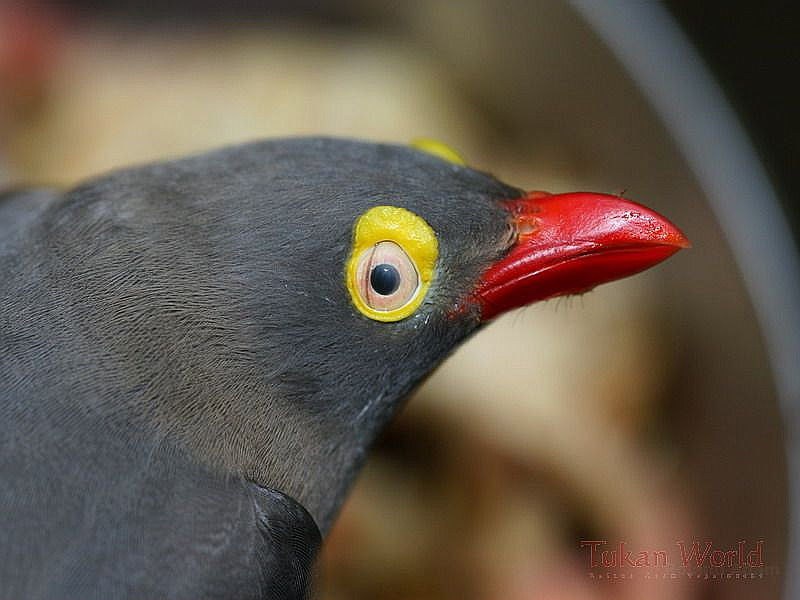
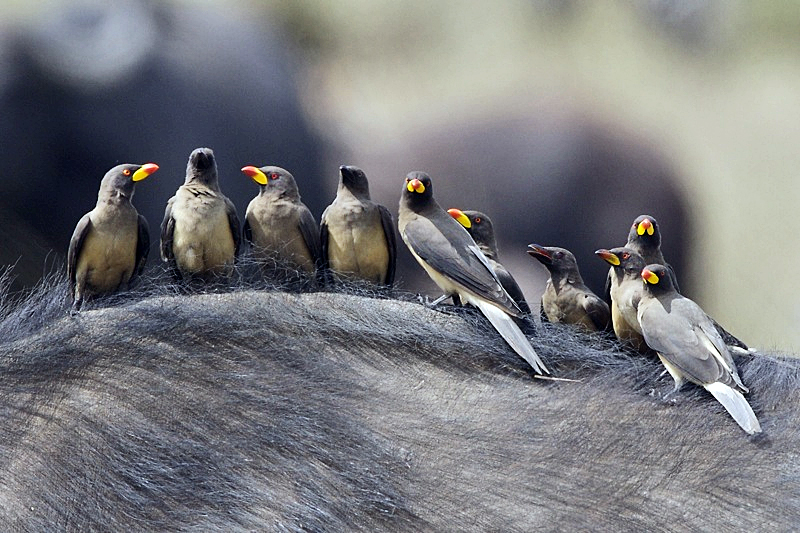